# Рудолф Самойлович
Рудолф (Рувим) Лазаревич Самойлович (на руски: Рудольф Лазаревич Самойлович) е руски полярен изследовател, професор (1928), доктор на географските науки (1934).

## Биография

### Младежки години (1881 – 1909)
Роден е на 13 септември 1881 г. в Азов, Русия, в богато семейство на еврейски бизнесмен, ръководител на руско-гръцка фирма. От ранна училищна възраст проявява интерес към естествените науки. След като завършва гимназия в Мариупол през 1898 г. постъпва във Физико-математическия факултет на Новоросийския университет. Там постъпва в революционен студентски кръжок и попада в полезрението на полицията. Тревожейки се за съдбата на сина си, майка му (баща му вече е починал) го изпраща да учи в Германия във Фрайбергската минна академия и през 1904 г. се дипломира.
В Германия Самойлович се сближава с местни революционери, изпраща в Азов пакети с нелегално издаващия се зад граница вестник „Искра“. Следват арести на германската полиция, кратко пребиваване в затвора и след освобождаването му, постоянно полицейско наблюдение.
През януари 1905 г. минен инженер Самойлович се завръща в Азов и продължава своята нелегална дейност. В типографията на брат си печата антиправителствени листовки и прокламации. Активно участва в улични демонстрации, води агитация сред работниците от железопътните депа, казаците и войниците. Отново, както и в Германия над него е установено постоянно полицейско наблюдение. Живее две години в Петербург с фалшиви документи, работи като счетоводител, установява връзки с комитетите на РСДРП и през 1908 г. поема пътя на професионален революционер. След няколко месеца е арестуван и изпратен на заточение в Пинега, Архангелска губерния. Следва бягство, отново арест и отново в Пинега със срок от три години. Там заедно с друг интерниран геолог Нестор Кулик извършва първото си пътешествие като изследва бреговете и пещерите по теченията на реките Пинега и Кулой.

### Експедиционна и научна дейност (1910 – 1937)
През 1910 г. му е разрешено да се засели в Архангелск, където става секретар на Дружеството по изучаване на Севера и се запознава с писателя Александър Грин (също интерниран) и видния геолог Владимир Русанов, под влиянието на когото „заболява по Севера“.
През 1911 г. участва в експедиция, която провежда геоложки и географски изследвания на остров Килдин.
През 1912 г. участва като минен инженер в експедицията на Владимир Русанов на Шпицберген, като заедно изследват архипелага и откриват находища на въглища. Русанов изпраща Самойлович в Петербург с отчетите на експедицията, а самия той се отправя на изток и изчезва безследно. След като се връща в Петербург и обработва събраните материали и образци Самойлович се убеждава в перспективното находище на въглища и започва да развива активна кампания за неговото усвояване. През следващата 1913 г. оглавява група минни работници в Шпицберген, които построяват селище, издигат руския флаг и започват добив на въглища, като първите пет тона са доставени в Петербург още същата година. От 1914 до 1918 г. Самойлович продължава изследванията на Шпицберген и провежда полеви изследвания в Северна Карелия, където открива находища на полеви шпат.
През 1920 г. възглавява Северната научно-промишлена експедиция, чиято задача е провеждане и координация на научноизследователските и промишлени дейности на цялото пространство северно на 60-ия паралел. Още през 1921 г. под ръководството на Самойлович северните отряди разгръщат работа в три северни морета, Болшеземелската тундра, остров Вайгач. Откриват залежи на въглища, нефт, мед, цинк, олово, молибден и други полезни изкопаеми. През 1925 г. Северната експедиция е реорганизирана в Институт по изучаване на Севера (1925 – 1930), а след това – във Всесъюзен арктически институт (1932 – 1938), като за техен директор е назначен Самойлович.
През лятото на 1924 г. на кораба „Грумант“ на крайбрежието на Нова Земя открива залива Книпович. През 1925 г. на кораба „Елдинг“ обикаля Нова Земя и изследва източния бряг между 74º и 75º с.ш. Дооткрива заливите Русанов (75º с.ш.), Неупокоев (74º 50` с.ш.) и Седов (74º 45` с.ш.) и открива залива Циволко (74°25′ с. ш. 58°50′ и. д. / 74.416667° с. ш. 58.833333° и. д.).
През 1928 г. е ръководител на експедиция на ледоразбивача „Красин“ за спасяване на екипажа на авариралия дирижабъл „Италия“ под командването на Умберто Нобиле.
Самойлович е научен ръководител на международна въздушна експедиция на дирижабъла „Граф Цепелин“ през 1931 г. по маршрута Германия – Ленинград – Карелия – Архангелск – Баренцево море – Северна Земя – п-ов Таймир – Карско море – Нова Земя – Бяло море – Архангелск – Ленинград – Германия. В нея участват осем учени от различни страни. Дирижабълът извършва 110-часов полет и прелетява около 13 хил. км. От него за пръв път са направени аерофотоснимки на архипелазите Земя на Франц Йосиф, Северна Земя, Нова Земя и п-ов Таймир.
Като началник на експедиция на кораба „Русанов“ през 1932 г. – открива о-вите Арктически институт (75°25′ с. ш. 82°00′ и. д. / 75.416667° с. ш. 82° и. д.). През 1934 ръководи научна експедиция на кораба „Седов“, през 1936 и 1937/1938 – на кораба „Садко“.
Основател и първи ръководител (1934 – 1937) на катедрата за полярните страни в Ленинградския университет. През 1936 – 1937 г. се занимава с подготовката на дрейфуващата станция „Северен полюс-I“.

### Последни години (1938 – 1939)
Самойлович споделя печалната съдба на милиони други руснаци през тези жестоки години в СССР. През май 1938 г. е арестуван от НКВД, обвинен в шпионаж и на 4 март 1939 г. е разстрелян в Ленинград. На картата на Карско море вместо остров Самойлович се появява остров Длинний. През 1957 Самойлович е посмъртно реабилитиран.

## Памет
Неговото име носят:
- връх Самойлович, в Антарктида;
- залив Самойлович (73°14′ с. ш. 53°35′ и. д. / 73.233333° с. ш. 53.583333° и. д.), на Баренцево море, на северозападното крайбрежие на Южния остров на Нова земя;
- леден купол Самойлович (81°25′ с. ш. 58°00′ и. д. / 81.416667° с. ш. 58° и. д.), в югоизточната част на остров Карл-Александър, в архипелага Земя на Франц Йосиф;
- остров Самойлович (79°05′ с. ш. 92°35′ и. д. / 79.083333° с. ш. 92.583333° и. д.) в Карско море, архипелага Северна земя;
- полуостров Самойлович, в Антарктида;
- проток Самойлович (80°18′ с. ш. 54°08′ и. д. / 80.3° с. ш. 54.133333° и. д.), в архипелага Земя на Франц Йосиф, между островите Кралско географско дружество на северозапад и Ли Смит на югоизток.

## Съчинения
- „На спасение экспедиции Нобиле“, Л., 1967;
- „Путь к полюсу“, Л., 1933;
- „Моя 18 экспедиция“, Л., 1934.